# Amt Lauenburg (Herzogtum Sachsen-Lauenburg)
Das Amt Lauenburg war eines von vier Ämtern im Herzogtum Sachsen-Lauenburg.

## Umfang
Das Amt Lauenburg war das zweitgrößte Amt im Herzogtum. Es umfasste drei Vorstädte von Lauenburg mit 318 Häusern und 21 Dörfer. Es zählte im Jahr 1866 etwa 6000 Einwohner (1845 waren es 6358, 1855 dann 6988). Das Amthaus und die Amtsvogtei befand sich in der namensgebenden Stadt Lauenburg, die aber nicht Teil des Amtes war. Zu den Amtsorten zählten: Basedow, Büchen, Grünhof, Hamwarde, Juliusburg, Lütau, Pötrau, Schnakenbek, Tesperhude, Witzeeze und Worth.

## Auflösung
Nach der Übernahme durch Preußen wurde das Herzogtum Lauenburg zum Kreis Herzogtum Lauenburg. Die Ämter bestanden zunächst noch weiter, wurden aber 1882, als im Kreis Herzogtum Lauenburg die Kreisordnung für die sechs östlichen Provinzen Preußens von 1872 eingeführt wurde, aufgehoben.

## Sitz

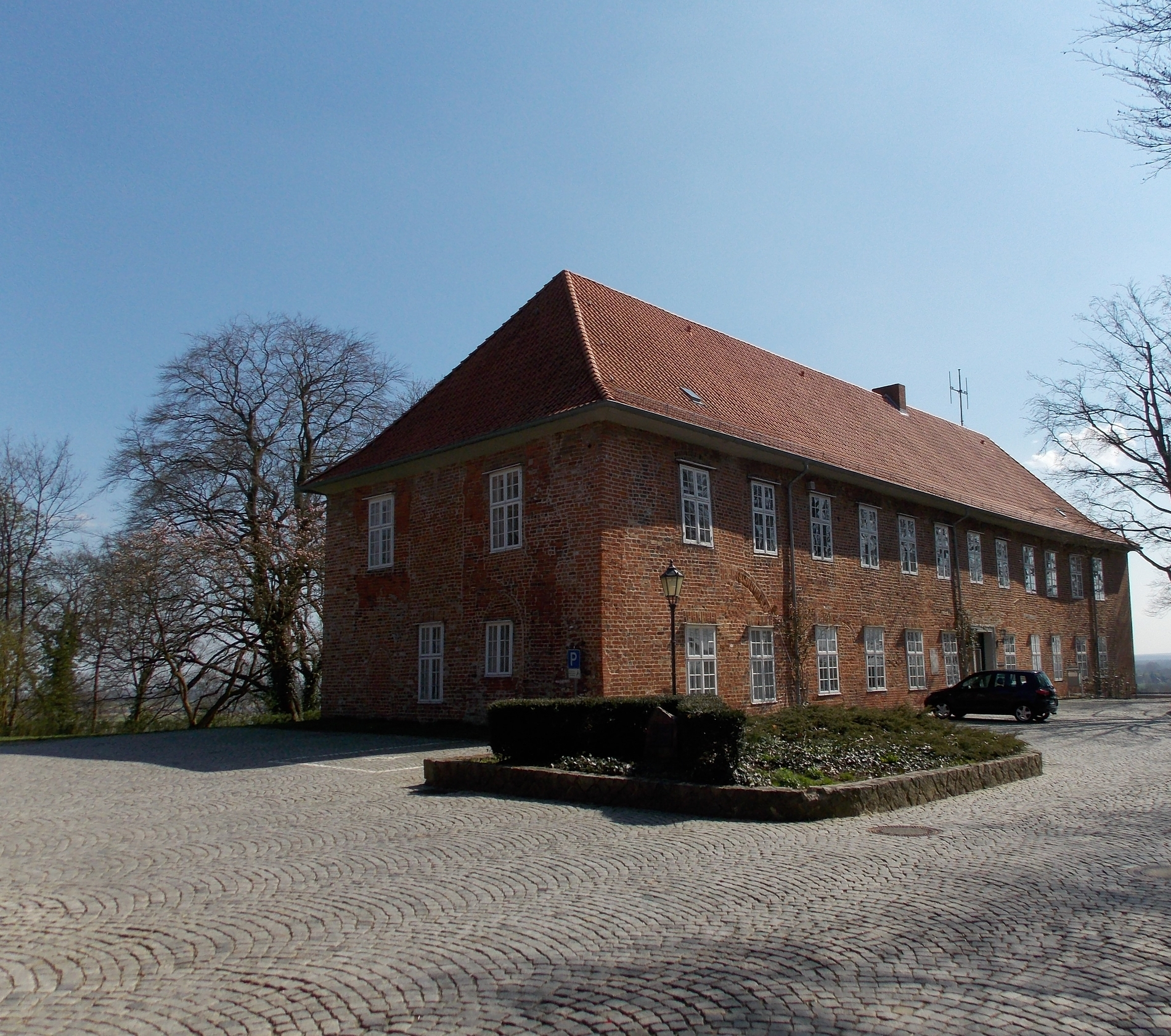
Amtshaus von 1708

Sitz des Amtes war das Amtshaus im Lauenburger Schloss.

## Amtmänner (Erste Beamte)
~ 1738 Biehl
~ 1743 Flebbe
- 1760–1771 Johann Gottfried Westphal
- 1793–1818 Conrad Hermann Heinrich Hornbostel
- 1819–1848 Friedrich August von Linstow[1]
- 1851–1868 Eduard Friedrich Walter[2]

Auch der Zweite Beamte konnte den Titel Amtmann tragen, so von 1801 bis 1815 Johann Gottfried Fortmann.